# Vitra

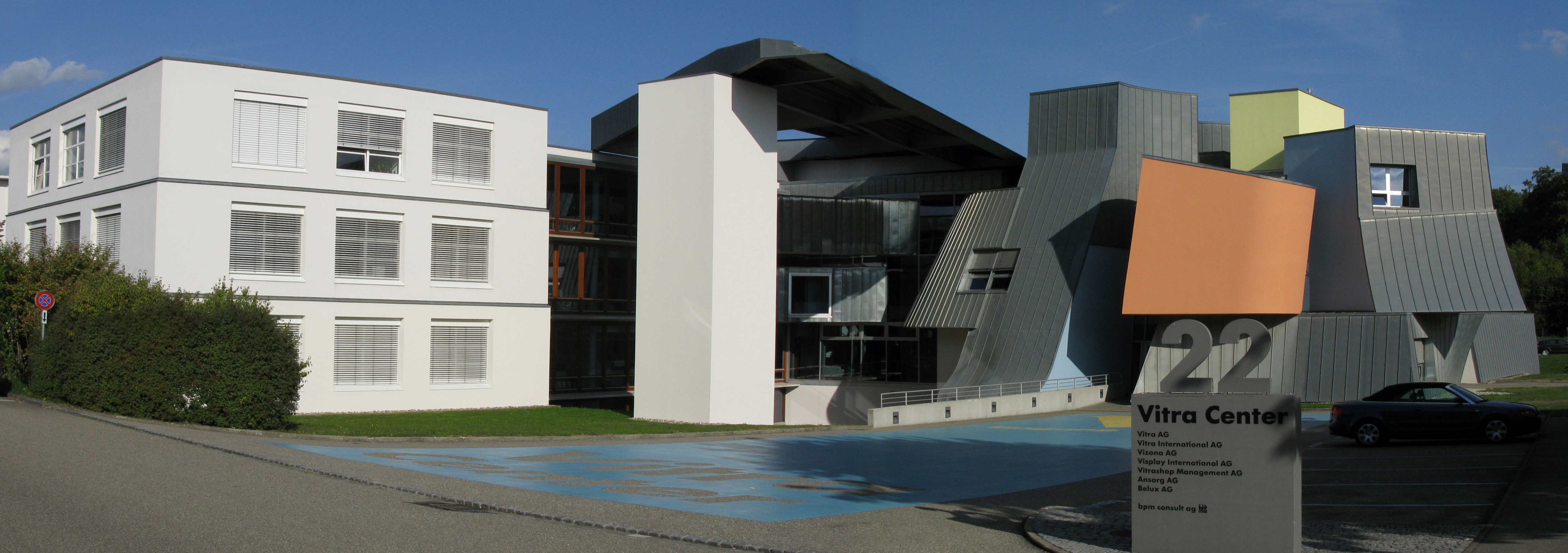
Hauptsitz von Vitra in Birsfelden bei Basel

Die Vitra AG ist ein Schweizer Unternehmen für die Herstellung und den Handel mit Wohn- und Büromöbeln mit Zentrale in Birsfelden bei Basel. Eigenständige Filialen in 14 Ländern gehören zur Unternehmensgruppe. Am deutschen Standort in Weil am Rhein befindet sich seit 1989 das Vitra Design Museum und seit 2014 der knapp 30 Meter hohe Aussichts- und Rutschturm Vitra Slide Tower auf dem Vitra Campus.

## Möbeldesign
Im Alter von 20 Jahren übernahm Willi Fehlbaum (* 1914) ein Ladenbaugeschäft in Birsfelden bei Basel, das er mit seiner Frau Erika kontinuierlich zu einem Möbelbau-Unternehmen erweiterte. Nach Kriegsende verlagerte er 1950 die Produktionsstätten nach Weil am Rhein in Deutschland, ebenfalls nahe bei Basel gelegen, und nannte seine Firma Vitra. Auf einer USA-Reise 1953 entdeckte Fehlbaum die Ausstellungsstücke des Designer-Ehepaars Charles und Ray Eames. Er bemühte sich spontan um die Vertriebslizenzen und erhielt die Rechte von Herman Miller, dessen Mobiliar bereits damals ein hohes Ansehen in den USA hatte. Zu dem Vertrag zählten die Entwürfe der Eames sowie George Nelsons. Die Sitz- und Liegemöbel von Charles und Ray Eames gehören bis heute zu den erfolgreichsten Produkten des Unternehmens. Ein grosser Teil des nichtschriftlichen Nachlasses der beiden Möbelentwerfer befindet sich seit 1988 im Besitz von Vitra.
Designgeschichte schrieb der Panton Chair des dänischen Designers Verner Panton, der 1967 bei Vitra in Serie ging. 1976 kam Vitras erster selbst entwickelter Bürostuhl auf den Markt, der «Vitramat».
1977 übernahm Rolf Fehlbaum die Leitung des Unternehmens, sein Bruder Raymond nahm ebenfalls eine Führungsposition ein und leitete weiterhin das Ladenbaugeschäft Vizona in Muttenz.
Entwürfe von bekannten Designern und Architekten wie Antonio Citterio, Alberto Meda, Mario Bellini, Maarten van Severen, Jasper Morrison, Ronan und Erwan Bouroullec, Hella Jongerius und Konstantin Grcic werden bei Vitra hergestellt. Bellinis samtblauer Drehstuhl-Entwurf «Figura» wurde für den Plenarsaal des Deutschen Bundestages ausgewählt.
Um die Jahrtausendwende setzte Vitra auf die Idee des offenen, mobilen Grossraumbüros. Die Globalisierung erhöhe die Mobilität der Mitarbeiter, so dass entsprechend flexible Büromodule die Abkehr vom festen Arbeitsplatz erleichtern sollten. Ein halbes Jahrzehnt später modifizierte und relativierte man die These einer allgemeinen Auflösung von Arbeitsstrukturen und brachte dies im Schlagwort «Net 'n' Nest» auf den Begriff. Demnach ist das Büro ein Zentrum der Kommunikation («Net»), das aber auch die Möglichkeit eines Rückzugs anbieten sollte («Nest»).

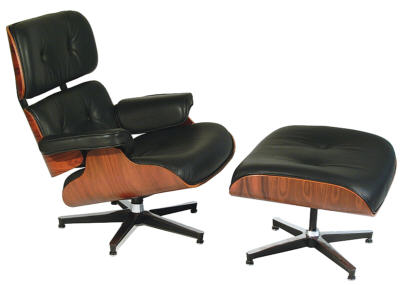
Charles Eames: Lounge Chair, 1956
Verner Panton: Panton, 1967
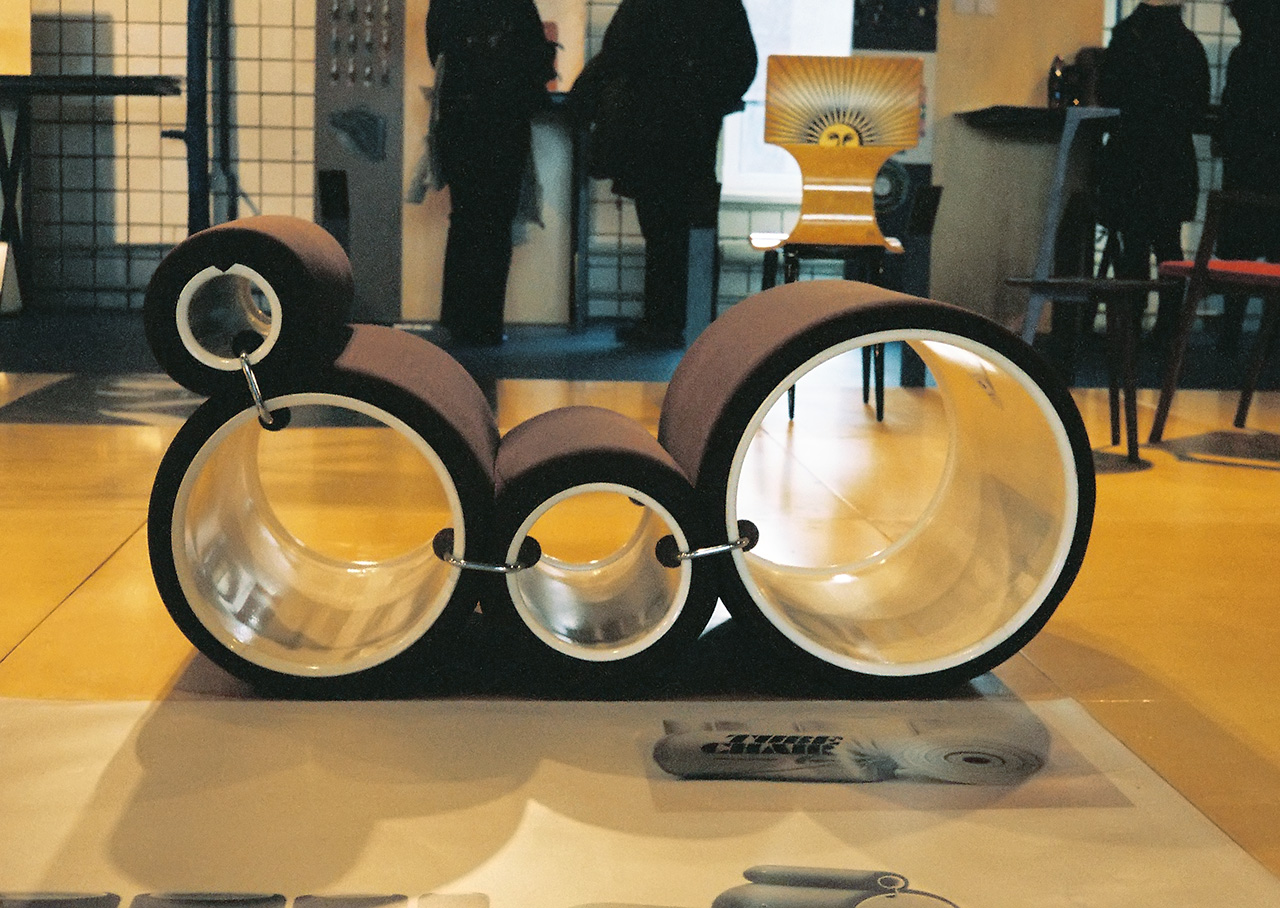
Joe Colombo: Tubo, 1969
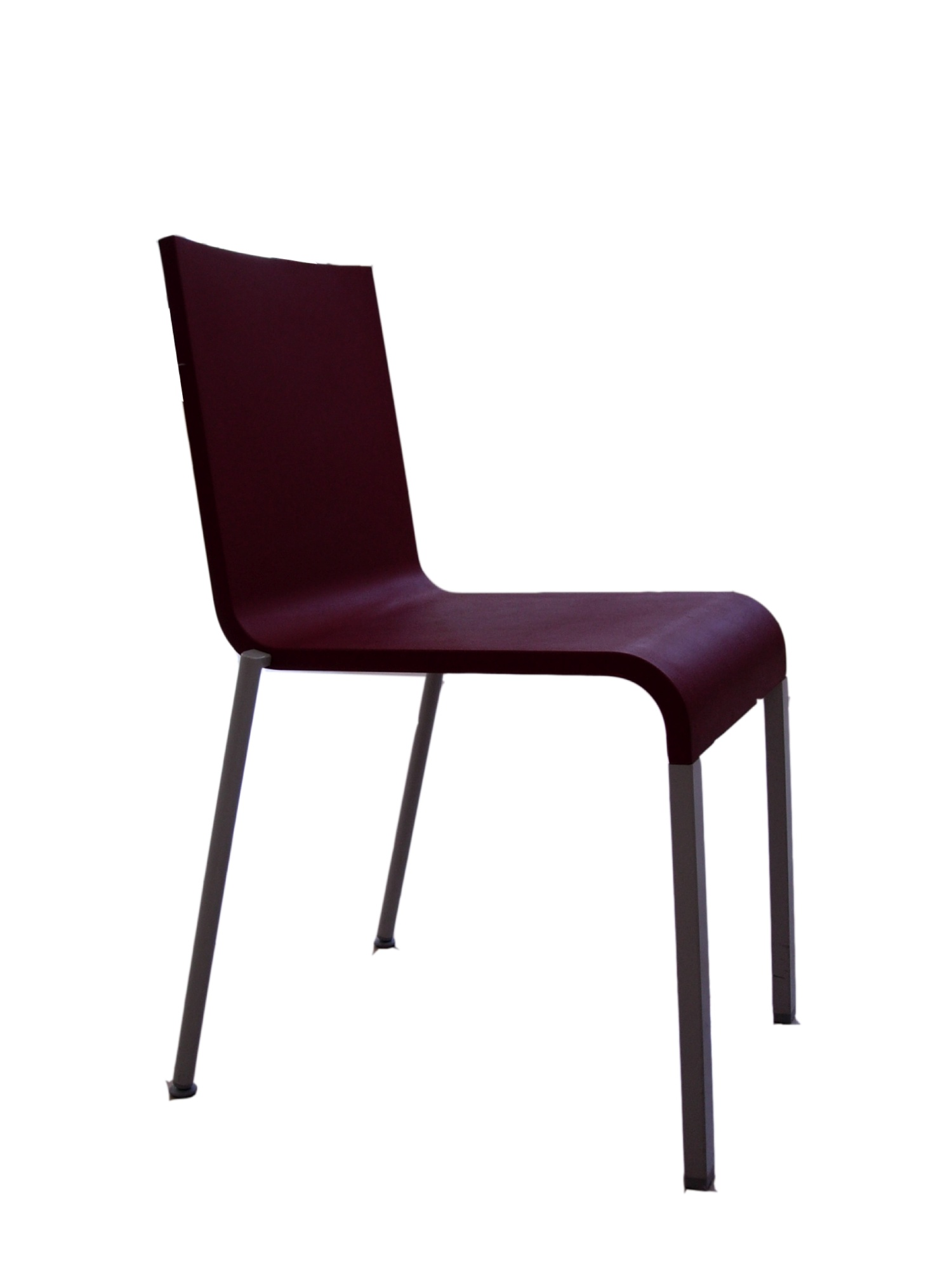
Maarten van Severen: Vitra .03 Stuhl mit integrierten Blattfedern, Flämisches Parlament in Brüssel, 2005
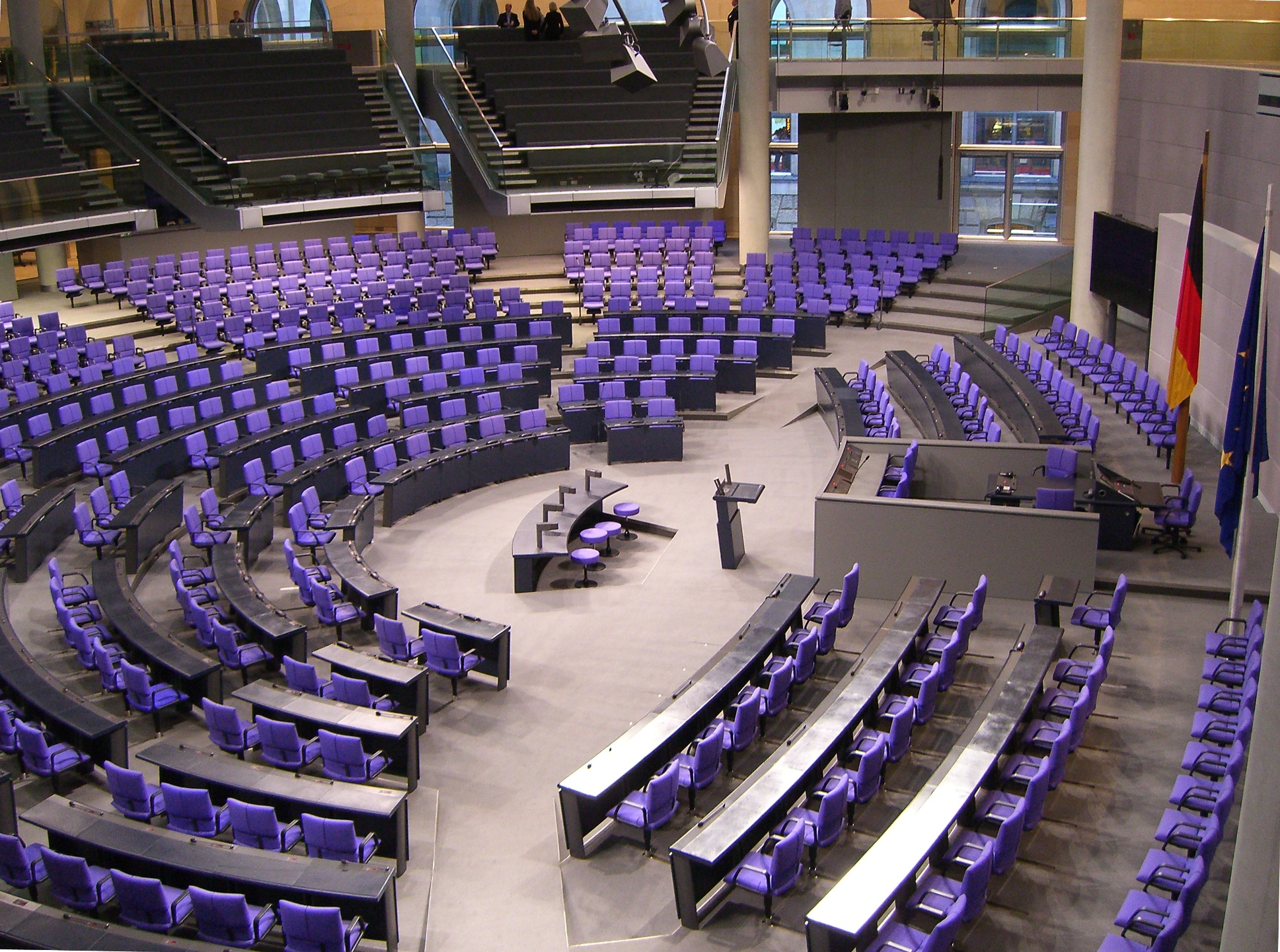
Mario Bellini: Figura (als Bestuhlung des Bundestags)

## Unternehmensstruktur und Tochtergesellschaften
Das Unternehmen ist in die Segmente Ladenbau und Home-Möbel aufgeteilt. Zum Ladenbau gehört u. a. die Firmen Ansorg AG und Siza Factory GmbH. Zum Home-Segment (Stühle, Tische, Schränke, Accessoires) gehören die deutschen Firmen Contura GmbH in Neuenburg am Rhein. Die Modo GmbH, Vitra Factory GmbH, Vitra IT GmbH, Vitra HR Services GmbH und andere am Standort Weil am Rhein. Anfang 2016 wurde die Beleuchtungsfirma Belux verkauft. Ebenfalls seit 2016 fungieren die davon getrennten Firmen Vitra Shop und Vitra AG unter dem gemeinsamen Namen Vitra AG.
Am 31. Oktober 2020 wurde die Rega-Metall Kft in Ungarn verkauft und jeweils am 31. Mai 2021 die a-factory oy in Finnland und die Vitra Factory Kft in Ungarn.